# Скупово
Скупово (пол. Skupowo) — село в Польщі, у гміні Наровка Гайнівського повіту Підляського воєводства.
Населення — 201 особа (2011).
У 1975-1998 роках село належало до Білостоцького воєводства.

## Демографія
Демографічна структура станом на 31 березня 2011 року:
|          | Загалом | Допрацездатний вік | Працездатний вік | Постпрацездатний вік |
| -------- | ------- | ------------------ | ---------------- | -------------------- |
| Чоловіки | 115     | 11                 | 86               | 18                   |
| Жінки    | 86      | 12                 | 31               | 43                   |
| Разом    | 201     | 23                 | 117              | 61                   |